# Centaurea derderiifolia
Centaurea derderiifolia — вид рослин роду волошка (Centaurea), з родини айстрових (Asteraceae).

## Опис рослини
Це багаторічна рослина з дерев'янистою основою та кількома лежачими стеблами 30–45 см, стебла прості або з кількома одноголовими гілками. Листки міцні, на краях шорсткі, волосисті; базальні ланцетні, на ніжках; стеблові численні й досить невеликі, 6–15 мм завширшки. Кластер філаріїв (приквіток) 25–33 × 15–20 мм, довгастий; придатки досить малі, коричневого або солом'яного кольору. Квітки жовті. Сім'янки 7.5–9.5 мм; папуси 18–25 мм. Період цвітіння: червень — липень.

## Середовище проживання
Ендемік Туреччини. Населяє степові пагорби на висотах від 1000 до 1900 метрів.